# San Pablo (Barva)
San Pablo – dystrykt w Kostaryce, w kantonie Barva, w prowincji Heredia.

## Geografia
San Pablo ma powierzchnię 6,94 kilometrów kwadratowych i leży na wysokości 1 300 m n.p.m..

## Demografia
Według zliczenia ludności w 2011 roku w dystrykcie San Pablo mieszkało 8 319 mieszkańców.

## Transport

### Transport drogowy
Przez dystrykt San Pablo biegną następujące drogi krajowe:
- Droga krajowa nr 113
- Droga krajowa nr 114
- Droga krajowa nr 126
- Droga krajowa nr 128
- Droga krajowa nr 502